# Dicranota tenuipes
Dicranota (Rhaphidolabis) tenuipes là một loài ruồi trong họ Pediciidae. Chúng phân bố ở vùng sinh thái Nearctic.